# Spartacus (Fernsehserie)/Episodenliste

Logo zur Serie

Diese Episodenliste enthält alle Episoden der US-amerikanischen Fernsehserie Spartacus sortiert nach der US-amerikanischen Erstausstrahlung. Zwischen 2010 und 2013 entstanden in drei Staffeln 33 Episoden mit einer Länge von jeweils etwa 50 Minuten. Außerdem entstand die Miniserie Spartacus: Gods of the Arena, die als Prequel zu Spartacus: Blood and Sand zu verstehen ist und mit sechs Episoden als Zwischenproduktion eingeschoben wurde.

## Übersicht
| Staffel   | Titel der Staffel            | Episodenanzahl | Erstausstrahlung USA | Erstausstrahlung USA | Deutschsprachige Erstausstrahlung | Deutschsprachige Erstausstrahlung |
| Staffel   | Titel der Staffel            | Episodenanzahl | Staffelpremiere      | Staffelfinale        | Staffelpremiere                   | Staffelfinale                     |
| --------- | ---------------------------- | -------------- | -------------------- | -------------------- | --------------------------------- | --------------------------------- |
| 1         | Spartacus: Blood and Sand    | 13             | 22. Januar 2010      | 16. April 2010       | 15. Dezember 2010                 | 9. März 2011                      |
| Miniserie | Spartacus: Gods of the Arena | 6              | 21. Januar 2011      | 25. Februar 2011     | 5. Oktober 2011                   | 9. November 2011                  |
| 2         | Spartacus: Vengeance         | 10             | 27. Januar 2012      | 30. März 2012        | 11. April 2012                    | 13. Juni 2012                     |
| 3         | Spartacus: War of the Damned | 10             | 25. Januar 2013      | 12. April 2013       | 24. April 2013                    | 26. Juni 2013                     |

## Staffel 1 (Spartacus: Blood and Sand)
Die Erstausstrahlung der ersten Staffel war vom 22. Januar bis zum 16. April 2010 auf dem US-amerikanischen Kabelsender Starz zu sehen. Die deutschsprachige Erstausstrahlung sendete der deutsche Pay-TV-Sender RTL Crime vom 15. Dezember 2010 bis zum 9. März 2011.
| Nr. (ges.) | Nr. (St.) | Deutscher Titel                                                                  | Originaltitel                | Erstausstrahlung USA | Deutschsprachige Erstausstrahlung (D) | Regie              | Drehbuch                                      |
| ---------- | --------- | -------------------------------------------------------------------------------- | ---------------------------- | -------------------- | ------------------------------------- | ------------------ | --------------------------------------------- |
| 1          | 1         | Die rote Schlange                                                                | The Red Serpent              | 22. Jan. 2010        | 15. Dez. 2010                         | Rick Jacobson      | Steven S. DeKnight                            |
| 2          | 2         | Sacramentum Gladiatorum                                                          | Sacramentum Gladiatorum      | 29. Jan. 2010        | 22. Dez. 2010                         | Rick Jacobson      | Steven S. DeKnight                            |
| 3          | 3         | Legenden                                                                         | Legends                      | 5. Feb. 2010         | 29. Dez. 2010                         | Grady Hall         | Brent Fletcher                                |
| 4          | 4         | Die Höhle                                                                        | The Thing in the Pit         | 12. Feb. 2010        | 5. Jan. 2011                          | Jesse Warn         | Aaron Helbing & Todd Helbing                  |
| 5          | 5         | Schattenspiele                                                                   | Shadow Games                 | 19. Feb. 2010        | 12. Jan. 2011                         | Michael Hurst      | Miranda Kwok                                  |
| 6          | 6         | Stunde des Ruhms und der Trauer (DVD-Box: Der Preis des Sieges und der Freiheit) | Delicate Things              | 26. Feb. 2010        | 19. Jan. 2011                         | Rick Jacobson      | Tracy Bellomo & Andrew Chambliss              |
| 7          | 7         | Das Pendel des Schicksals (DVD-Box: Großes und Unseliges)                        | Great and Unfortunate Things | 5. März 2010         | 26. Jan. 2011                         | Jesse Warn         | Brent Fletcher & Steven S. DeKnight           |
| 8          | 8         | Im Zeichen der Bruderschaft (DVD-Box: Gezeichnet)                                | Mark of the Brotherhood      | 12. März 2010        | 2. Feb. 2011                          | Rowan Woods        | Aaron Helbing & Todd Helbing                  |
| 9          | 9         | Die Huren Roms (DVD-Box: Die Hure)                                               | Whore                        | 19. März 2010        | 9. Feb. 2011                          | Michael Hurst      | Daniel Knauf                                  |
| 10         | 10        | Mörderisches Opfer (DVD-Box: Die Intrigen einer Frau)                            | Party Favors                 | 26. März 2010        | 16. Feb. 2011                         | Chris Martin-Jones | Brent Fletcher & Miranda Kwok                 |
| 11         | 11        | Alte Wunden                                                                      | Old Wounds                   | 2. Apr. 2010         | 23. Feb. 2011                         | Glenn Standring    | Daniel Knauf Idee: Dan Filie & Patricia Wells |
| 12         | 12        | Enthüllungen (DVD-Box: Allianz)                                                  | Revelations                  | 9. Apr. 2010         | 2. März 2011                          | Michael Hurst      | Brent Fletcher                                |
| 13         | 13        | Tötet sie alle (DVD-Box: Bringt sie alle um)                                     | Kill Them All                | 16. Apr. 2010        | 9. März 2011                          | Jesse Warn         | Steven S. DeKnight                            |

## Miniserie (Spartacus: Gods of the Arena)
Die Erstausstrahlung der Miniserie war vom 21. Januar bis zum 25. Februar 2011 auf dem US-amerikanischen Kabelsender Starz zu sehen. Die deutschsprachige Erstausstrahlung sendete der deutsche Pay-TV-Sender RTL Crime vom 5. Oktober bis zum 9. November 2011.
| Nr. (ges.) | Nr. (St.) | Deutscher Titel       | Originaltitel       | Erstausstrahlung USA | Deutschsprachige Erstausstrahlung (D) | Regie         | Drehbuch                         |
| ---------- | --------- | --------------------- | ------------------- | -------------------- | ------------------------------------- | ------------- | -------------------------------- |
| 1          | 1         | Alte Sünden           | Past Transgressions | 21. Jan. 2011        | 5. Okt. 2011                          | Jesse Warn    | Steven S. DeKnight               |
| 2          | 2         | Die Berufung          | Missio              | 28. Jan. 2011        | 12. Okt. 2011                         | Rick Jacobson | Maurissa Tancharoen & Jed Whedon |
| 3          | 3         | Das Familienoberhaupt | Paterfamilias       | 4. Feb. 2011         | 19. Okt. 2011                         | Michael Hurst | Aaron Helbing & Todd Helbing     |
| 4          | 4         | Hinter der Maske      | Beneath the Mask    | 11. Feb. 2011        | 26. Okt. 2011                         | Brendan Maher | Seamus Kevin Fahey & Misha Green |
| 5          | 5         | Die Abrechnung        | Reckoning           | 18. Feb. 2011        | 2. Nov. 2011                          | John Fawcett  | Brent Fletcher                   |
| 6          | 6         | Das blutige Ende      | The Bitter End      | 25. Feb. 2011        | 9. Nov. 2011                          | Rick Jacobson | Steven S. DeKnight               |

## Staffel 2 (Spartacus: Vengeance)
Die Erstausstrahlung der zweiten Staffel war vom 27. Januar bis zum 30. März 2012 auf dem US-amerikanischen Kabelsender Starz zu sehen. Die deutschsprachige Erstausstrahlung sendete der deutsche Pay-TV-Sender RTL Crime vom 11. April bis zum 13. Juni 2012.
| Nr. (ges.) | Nr. (St.) | Deutscher Titel         | Originaltitel         | Erstausstrahlung USA | Deutschsprachige Erstausstrahlung (D) | Regie              | Drehbuch                     |
| ---------- | --------- | ----------------------- | --------------------- | -------------------- | ------------------------------------- | ------------------ | ---------------------------- |
| 14         | 1         | Auf der Flucht          | Fugitivus             | 27. Jan. 2012        | 11. Apr. 2012                         | Michael Hurst      | Steven S. DeKnight           |
| 15         | 2         | Einen Platz in der Welt | A Place In This World | 3. Feb. 2012         | 18. Apr. 2012                         | Jesse Warn         | Brent Fletcher               |
| 16         | 3         | Das höhere Wohl         | The Greater Good      | 10. Feb. 2012        | 25. Apr. 2012                         | Brendan Maher      | Tracy Bellomo                |
| 17         | 4         | Mit leeren Händen       | Empty Hands           | 17. Feb. 2012        | 2. Mai 2012                           | Mark Beesley       | Allison Miller               |
| 18         | 5         | Befreiung               | Libertus              | 24. Feb. 2012        | 9. Mai 2012                           | Rick Jacobson      | Aaron Helbing & Todd Helbing |
| 19         | 6         | Gewähltes Schicksal     | Chosen Path           | 2. März 2012         | 16. Mai 2012                          | Michael Hurst      | Misha Green                  |
| 20         | 7         | Sacramentum             | Sacramentum           | 9. März 2012         | 23. Mai 2012                          | Jesse Warn         | Seamus Kevin Fahey           |
| 21         | 8         | Ausgleich               | Balance               | 16. März 2012        | 30. Mai 2012                          | Chris Martin-Jones | Jed Whedon                   |
| 22         | 9         | Monster                 | Monsters              | 23. März 2012        | 6. Juni 2012                          | TJ Scott           | Brent Fletcher               |
| 23         | 10        | Zorn der Götter         | Wrath of the Gods     | 30. März 2012        | 13. Juni 2012                         | Jesse Warn         | Steven S. DeKnight           |

## Staffel 3 (Spartacus: War of the Damned)
Die Erstausstrahlung der dritten Staffel war vom 25. Januar bis zum 12. April 2013 auf dem US-amerikanischen Kabelsender Starz zu sehen. Die deutschsprachige Erstausstrahlung sendete der deutsche Pay-TV-Sender RTL Crime vom 25. April bis zum 26. Juni 2013.
| Nr. (ges.) | Nr. (St.) | Deutscher Titel                             | Originaltitel          | Erstausstrahlung USA | Deutschsprachige Erstausstrahlung (D) | Regie         | Drehbuch                     |
| ---------- | --------- | ------------------------------------------- | ---------------------- | -------------------- | ------------------------------------- | ------------- | ---------------------------- |
| 24         | 1         | Die Feinde Roms                             | Enemies of Rome        | 25. Jan. 2013        | 24. Apr. 2013                         | Mark Beesley  | Steven S. DeKnight           |
| 25         | 2         | Wölfe                                       | Wolves at the Gate     | 1. Feb. 2013         | 1. Mai 2013                           | Jesse Warn    | Aaron Helbing & Todd Helbing |
| 26         | 3         | Männer der Ehre                             | Men of Honor           | 8. Feb. 2013         | 8. Mai 2013                           | John Fawcett  | Brent Fletcher               |
| 27         | 4         | Dezimierung                                 | Decimation             | 22. Feb. 2013        | 15. Mai 2013                          | Michael Hurst | Seamus Kevin Fahey           |
| 28         | 5         | Blutsbrüder                                 | Blood Brothers         | 1. März 2013         | 22. Mai 2013                          | TJ Scott      | Allison Miller               |
| 29         | 6         | Kriegsbeute                                 | Spoils of War          | 8. März 2013         | 29. Mai 2013                          | Mark Beesley  | Jed Whedon                   |
| 30         | 7         | Mors Indecepta                              | Mors Indecepta         | 15. März 2013        | 5. Juni 2013                          | Jesse Warn    | David Kob & Mark Leitner     |
| 31         | 8         | Getrennte Pfade (DVD-Box: Schicksalslinien) | Separate Paths         | 22. März 2013        | 12. Juni 2013                         | TJ Scott      | Brent Fletcher               |
| 32         | 9         | Der Tod und das Sterben                     | The Dead and the Dying | 5. Apr. 2013         | 19. Juni 2013                         | Michael Hurst | Jeffrey Bell                 |
| 33         | 10        | Sieg                                        | Victory                | 12. Apr. 2013        | 26. Juni 2013                         | Rick Jacobson | Steven S. DeKnight           |